# 苗栗県
苗栗県（ミアオリー/ミャオリー/びょうりつ-けん）は、中華民国台湾省の北西部に位置する県。新竹県、台中市、新竹市と隣接する。県政府所在地は苗栗市。

## 地理
苗栗県は台湾中北部に位置し、北部は新竹県と、南部は雪山山脈を境界に台中市と、西は台湾海峡と接している。東端は泰安郷梅園村の大霸尖山、西端は苑裡鎮房裡海岸、南端は卓蘭鎮内湾里、北端は竹南鎮崎頂里となっている。全権音東西は約64Km、南北は約50Km。 
県内は山地が全体の80%を占め、平原が少ない地形となっており、それが「山城」の雅号の由来となっている。地形はかつては雪山山脈の西側の沖積扇であったが、河川の侵食を受け現在の丘陵地帯が形成されたと考えられている。

### 行政区画
| 区分 | 数 | 名称                                                                         |
| ---- | -- | ---------------------------------------------------------------------------- |
| 市   | 2  | 苗栗市 頭份市                                                                |
| 鎮   | 5  | 苑裡鎮 通霄鎮 竹南鎮 後龍鎮 卓蘭鎮                                           |
| 郷   | 11 | 大湖郷 公館郷 銅鑼郷 南庄郷 頭屋郷 三義郷 西湖郷 造橋郷 三湾郷 獅潭郷 泰安郷 |

## 歴史
苗栗は台湾原住民タオカス族の巴麗社（巴麗とは平原の意味）のあったところである。1748年に広東人により開墾され、当時は貓裡と称されていた。1886年に県が設置される際に、発音の近い苗栗が採用され現在に至っている。

## 政治

### 行政

#### 県長
歴代県長

## 対外関係

### 姉妹自治体･提携自治体

#### 国内
- 嘉義市

## 教育

### 大学
国立
- 国立聯合大学

私立
- 慈済大学苗栗キャンパス（計画中）

### 科技学院
- 育達商業科技大学
- 親民技術学院
- 仁徳医護管理専科学校

### 高級中学
国立
- 国立苗栗高級中学
- 国立竹南高級中学
- 国立苑裡高級中学
- 国立卓蘭実験高級中学

県立
- 県立大同高級中学
- 県立苑裡高級中学
- 県立興華高級中学

私立
- 私立建台高級中学
- 私立大成高級中学
- 私立君毅高級中学
- 私立全人実験高級中学

### 高級職校
国立
- 国立苗栗高級商業職業学校
- 国立苗栗高級農工職業学校
- 国立大湖高級農工職業学校

私立
- 私立龍徳高級商業家事職業学校
- 私立賢徳高級商工職業学校
- 私立中興高級商工職業学校

## 交通

### 鉄道
| 線区名 | 駅数 | 駅名称                                                    |
| ------ | ---- | --------------------------------------------------------- |
| 縦貫線 | 2    | 崎頂駅 竹南駅                                             |
| 海線   | 8    | 談文駅 大山駅 後龍駅 龍港駅 白沙屯駅 新埔駅 通霄駅 苑裡駅 |
| 山線   | 6    | 造橋駅 豊富駅 苗栗駅 南勢駅 銅鑼駅 三義駅                 |
| 高鉄   | 1    | 苗栗駅                                                    |

### 道路

#### 高速道路
| 区間名   | 通称   | IC数 | インターチェンジ名称                                              |
| -------- | ------ | ---- | ----------------------------------------------------------------- |
| 国道一号 | 中山高 | 3    | 頭份交流道 苗栗交流道 三義交流道                                  |
| 国道三号 | 福高   | 6    | 香山交流道 竹南交流道 大山交流道 後龍交流道 通霄交流道 苑裡交流道 |